# Kadahang
Kadahang is een bestuurslaag in het regentschap Oost-Soemba van de provincie Oost-Nusa Tenggara, Indonesië. Kadahang telt 666 inwoners (volkstelling 2010).